# Roc del Fener de l'Ala
El Roc del Fener de l'Ala és una muntanya de 1.752 metres que es troba entre els municipis de les Valls de Valira i de Montferrer i Castellbò, a la comarca de l'Alt Urgell.